# Keshabpur
Keshabpur (en bengali : কেশবপুর) est une upazila du Bangladesh dans le district de Jessore. En 1991, on y dénombrait 200 229 habitants.